# A comer merluza / Hablo contigo hermano
A comer merluza / Hablo contigo hermano es un sencillo de la afamada agrupación chilena Quilapayún, lanzado en Chile en 1972 bajo el sello DICAP. Mientras que la canción del lado A, «A comer merluza», fue compuesta por la agrupación y el cubano Carlos Puebla, el tema del lado B, «Hablo contigo hermano» está compuesto en su totalidad por Quilapayún.

## Lista de canciones
| Lado A |                   |                           |          |  |
| N.º    | Título            | Música                    | Duración |  |
| 1.     | «A comer merluza» | Carlos Puebla, Quilapayún |          |  |

| Lado B |                         |            |          |  |
| N.º    | Título                  | Música     | Duración |  |
| 2.     | «Hablo contigo hermano» | Quilapayún |          |  |